# Obrezovanje moških
Obrezovanje moških ali cirkumcizija (latinsko circumcisio) je postopek, pri katerem moškemu (pogosto še dečku) odrežejo prednjo kožico (prepucij) na spolnem udu. Postopek pogosto izvajajo zaradi verskih razlogov, zlasti v 
judovstvu in islamu. Postopek medicinsko ni zelo zapleten niti ni pretirano boleč, zato se ga šteje bolj za 
simbolno dejanje.
Postopek obrezovanja moških je zelo star, najstarejše slikovne upodobitve obrezovanja izvirajo iz kamene dobe. Zgodovinarji, ki so se ukvarjali s tem obredom, po navadi navajajo, da je bilo obrezovanje obredno žrtvovanje dela svojega telesa bogovom. Po drugi razlagi gre lahko tudi za znak sužnosti (sužnji so obrezani zato, da se ločijo od gospodarjev, ki niso).
V današnjem času je v Evropi obrezovanje moških zlasti znak verske pripadnosti (v Ameriki je pogostejše tudi obrezovanje zaradi higienskih razlogov). Za judovske moške je obrezanost eden od temeljnih znakov pripadnosti judovski veri. Dečke obrežejo praviloma na osmi dan po rojstvu. To imajo za znamenje zaveze tega dečka z Bogom, podobno kot je tudi očak Abraham svojo zavezo z Bogom potrdil tako, da se je obrezal. Šele po obrezovanju deček postane zares Jud in takrat dobi tudi ime. (primerjaj 1 Mz 17,9-27)
Tudi v islamu je obrezovanje moških splošno razširjeno, čeprav Koran tega nikjer izrecno ne omenja. Ker muslimani upoštevajo poleg Korana tudi Sveto pismo stare zaveze, štejejo obrezovanje moških za dolžnost po Abrahamovi zavezi (tako kot Judje). Čas obrezovanja ni tako točno določen kot pri Judih: v Pakistanu obrezujejo dečke na sedmi dan po rojstvu, v večini drugih muslimanskih držav pa je bolj običajno obrezovanje v starosti 6 do 11 let oziroma ob prehodu iz otroštva v odraslost.
V krščanstvu obrezovanje moških ni običajno, čeprav tudi kristjani priznavajo avtoriteto Svetega pisma stare zaveze. Sveti Pavel je že v prvem stoletju zapisal: »V Kristusu Jezusu nič ne velja ne obreza ne neobreza, marveč vera, ki deluje po ljubezni.« (glej Gal 5,6)
Medicina še ni izrekla zadnje besede o koristnosti ali škodljivosti obrezovanja moških, v glavnem pa velja prepričanje, da je to precej neškodljiv in nenevaren postopek (v nasprotju z obrezovanjem žensk). Zlasti v ZDA je obrezovanje moških precej pogosto tudi zaradi neverskih razlogov.